# Erato (musa)

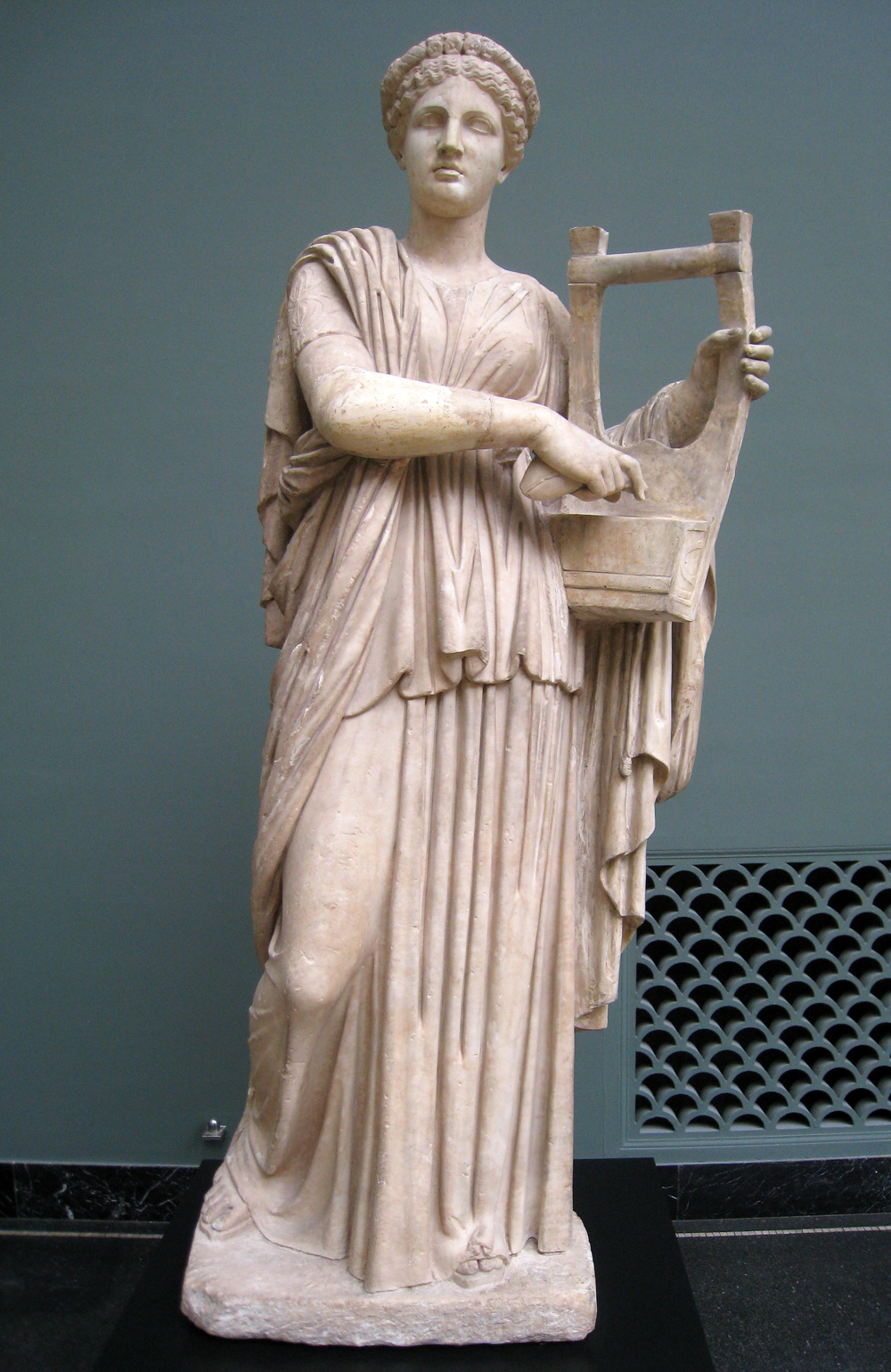
Marmorstaty föreställande Erato från Monte Calvo, Italien.

Erato är i grekisk mytologi den lyriska poesins musa, särskilt för dikter om erotik och kärlek. Hennes namn betyder på svenska ungefär 'underbar'. Erato är moder till Thamyris som försökte överträffa muserna i sång. Det gjorde att han blev stum, döv och blind som straff.
Erato uttalas på latin och svenska med betoning på första stavelsen. Ordet kommer från grekiska Ερατώ, som uttalas erató med betoning på den sista stavelsen.